# Mochnaczka Niżna
Mochnaczka Niżna [pronunciación en polaco: /mɔxˈnat͡ʂka ˈɲiʐna/] (en ucraniano: Мохначка Нижня: , Mokhnachka Nyzhnya) es un pueblo en el distrito administrativo de Gmina Krynica-Zdrój, dentro del Distrito de Nowy Sącz, Voivodato de Pequeña Polonia, en el sur de Polonia, cercano a la frontera con Eslovaquia. Se encuentra aproximadamente 5 kilómetros al noreste de Krynica-Zdrój, 31 kilómetros al sudeste de Nowy Sącz, y 104 kilómetros al sudeste de la capital regional, Cracovia.
El pueblo tiene una población de 500 habitantes.